# Cornelis de Beer

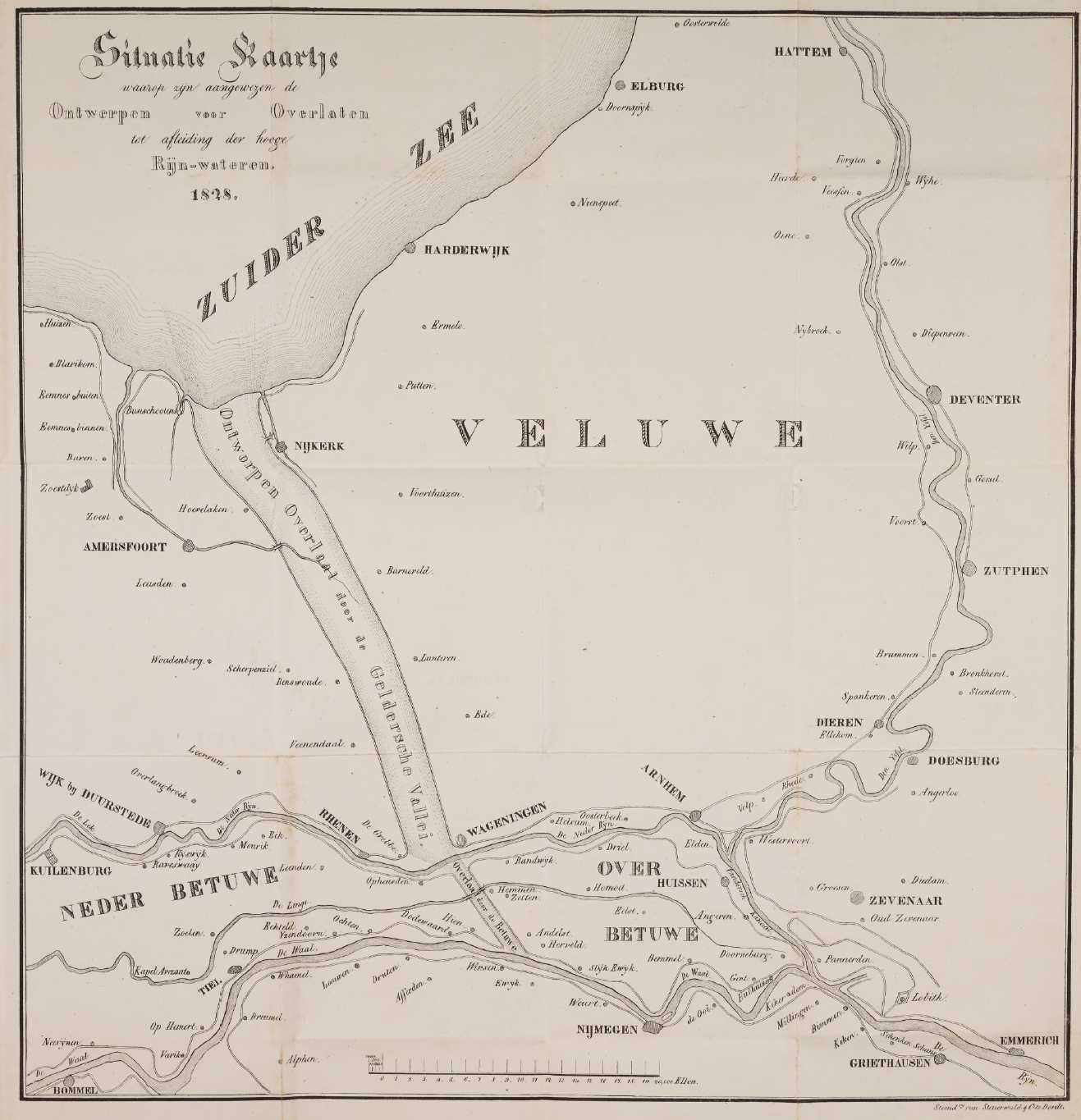
Plan van De Beer voor afvoer van Rijnwater naar de Zuiderzee

Cornelis de Beer (Gorinchem,11 oktober 1780 - Grootegast, 6 januari 1835) was een Nederlands  waterbouwkundige.  Hij was ongehuwd. Volens Ramaer (in het NNBW) is hij geboren in Groningen op 1-10-1778, en overleden in Groningen. Maar in de bevolkingsregistratie (van 1830) van Assen wordt gemeld dat hij op 11 oktober 1780 in Gorinchem geboren is. Hij woonde ten tijde van zijn overlijden in Groningen, maar is overleden in Stroobos, een buurtschap in de gemeente Grootegast, ten westen van de stad Groningen.
Hij kwam in 1802 in dienst bij de Waterstaat als opzichter bij de sluis- en dokwerken in Hellevoetsluis onder Jan Blanken. Van 1807 tot 1809 was hij kort bij de marine. Bij Keizerlijk Decreet van 20 februari 1811 werd hij benoemd tot ingenieur van de 2e klasse. I op 1 januari 1817 werd hij bevorderd tot ingenieur 1e klasse. Hij kreeg toen de leiding over het arrondissement Brielle.Per 1 oktober 1829 werd hij overgeplaatst naar Drenthe als waarnemend hoofdingenieur. Op 1 januari 1834 werd hij definitief tot hoofdingenieur benoemd, met als standplaats Groningen.
Hij was, evenals veel van zijn tijdgenoten ervan overtuigd dat de enige praktische oplossing om om te gaan met rivieroverstromingen het aanleggen van overlaten (rivierafleidingen) was. In zijn publicatie van 1828 geeft hij een gedetailleerde analyse van de waterverdeling over de riviertakken in Nederland en suggereert een aantal oplossingen, allemaal gebaseerd op overlaten. Daarnaast stelt hij een aantal rigoureuze afdammingen voor: de Noord, het Scheur en het Spui. Hij wilde alleen de Dordtse Kil openhouden voor de scheepvaart. In de afgedamde Noord zouden schutsluizen moeten komen.
- Biografisch Portaal: 75241967
- International Standard Name Identifier: 0000 0003 9464 2604
- Virtual International Authority File: 289224568